# Melica poecilantha
Melica poecilantha är en gräsart som beskrevs av Étienne-Émile Desvaux. Melica poecilantha ingår i släktet slokar, och familjen gräs. Inga underarter finns listade i Catalogue of Life.